# Polisens bekämpning av spritsmuggling 1900–1930
Åren 1900–1930 utförde polisen ett stort arbete i form av bekämpning mot den utbredda spritsmuggling som förekom i Stockholmsregionen.

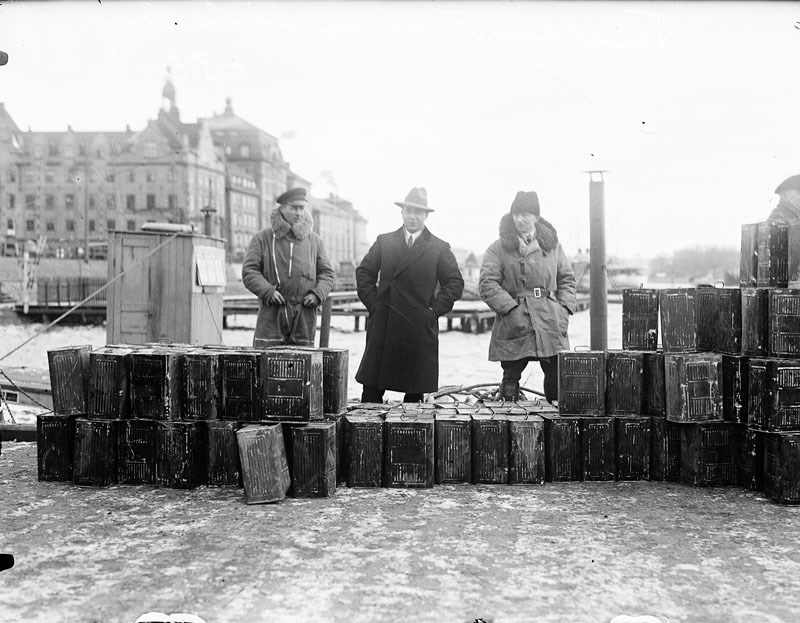
Polisen poserar med beslagtagen sprit

## Bakgrund
Det rådde stor debatt kring den växande alkoholkonsumtionen i Sverige under tidigt 1900-tal. Länder som Norge, Danmark och USA hade redan stiftat lagar som innebar totalt alkoholförbud och många svenska nykterhetsrörelser verkade för att en sådan lag även skulle införas i Sverige. Detta kom att lägga grunden för en omröstning om huruvida totalt spritförbud skulle gälla i Sverige och år 1922 genomfördes folkomröstningen om rusdrycksförbud. Förslaget röstades ned och det blev inte något totalförbud men däremot antogs en restriktiv hållning gentemot alkoholförsäljning, vilket innebar förbud mot vissa typer av alkoholhaltiga drycker som till exempel sprit och starköl.
Detta medförde att under första världskriget började lönnbränningen få stor utbredning i Stockholm, på grund av den pågående debatten och på grund av att vissa inte fick köpa den alkohol som de ville. Det berodde på att det år 1917 hade stiftats en lag som innebar att den svenska befolkningen behövde ansöka om tillstånd för att få köpa alkohol. Tillstånden baserades på faktorer som inkomst och ålder, vilket innebar att många arbetslösa inte fick köpa alkohol.
Det brändes brännvin landet runt, på landsbygden mest för eget bruk, men i städerna förekom lönnbrännerier i stor skala. Tillverkarna distribuerade mängder med brännvin till sina langare som därpå sålde drycken vidare till stadens invånare. De illegala lönnbrännerierna kunde försörja en stad som Stockholm utan problem, vilket resulterade i att personerna bakom produktionen blev allt rikare. Mellan 1900 och 1920 i Stockholm producerades brännvin i glesbefolkade förorter som Bromma, Danderyd eller Täby för att sedan transporteras in till staden på olika sätt för att där förvaras hemma hos langare och sedan successivt säljas på gatan. Därpå mellan 1920 och 1950 smugglades spriten från andra sidan Östersjön till Sverige, då den var billigare och renare.

## Polisens arbete
Då lönnbränningen började urarta helt, avdelades i varje polisdistrikt i Stockholm en eller flera civilpatruller som ej hade annat att göra än att spana på lönnbrännarnästena och lägga beslag på brännvinsapparaterna. Spritpolisen hade även som syfte att förhindra vidare smuggling och under ett decennium kartlade de de huvudpersoner som verkade inom smugglingen och alla i deras närhet.
Dessa patruller hade full rätt att göra husvisitationer både dag och natt, utan att behöva tillkalla något befäl därför att patrullernas arbete var helt självständigt. Poliserna som tilldelades denna arbetsuppgift kunde vara borta i flera dygn utan att de besökte polisstationen annat än per telefon för att tala om att de fortfarande var vid liv. Patrullerna jobbade ofta nattetid eftersom det var då både langare och lönnbrännarna transporterade sitt brännvin. Bråk förekom ofta mellan spritlangarna och poliserna, men detta var något som sällan rapporterades.
Poliserna i fråga jobbade med oändligt spanande hela nätter och krypande i smutsiga källar- och vindskontor för att leta reda på brännvinsapparaterna, vilka i regel var sönderplockade och låg gömda på ett flertal olika ställen i garderober, byrålådor, sängar med mera.

## 1900–1920
Spritpolisen som arbetade i Stockholms olika polisdistrikt utförde ett intressant arbete i stockholmsregionen under den period då lönnbrännerierna producerade och sålde brännvinet på Stockholms gator. Spritpolisens arbete varierade en del under denna period, arbetet utgjordes främst av tre olika tekniker/metoder för att fånga och lokalisera smugglarna och deras lönnbrännarmästare. Dessa var: 
1. Till en början upprättade polisen ett speciellt nummer som befolkningen kunde ringa ifall de hade någon misstanke gällande smugglare på gatan eller också sin grannes kvällsaktivitet i källaren. Detta medförde att mycket arbete utgick från de olika misstankar som befolkningen ringde in med. Dock fanns det en negativ sida; många som ringde trodde sig se langare överallt, vilket gjorde att polisen själva uppskattade att minst 50 procent av alla samtal blev en så kallad "Bom", vilket innebar att det ej fanns någon smuggelsprit dit de åkte[4]. Polisen uppfattade själva att detta berodde på att många ringde in för att de antingen var osams med sin granne eller för att de var riktiga nykterhetsfantaster[4]. Detta medförde enorma mängder onödigt arbete för den lilla mängden spritpoliser. Därför var de tvungna att även ha andra metoder att arbeta efter.
2. Polisens andra arbetade handlade mycket om att kartlägga både langarna och dess familjemedlemmar för att få en så bred bild som möjligt av de olika nätverken. Spritpolisen fick genom detta en bra inblick gällande vilka i befolkningen som rörde sig i de olika spritrelaterade kretsarna. Genom denna vetskap kunde polisen genomföra metod nummer tre;
3. Denna metod baserades på att polisen fått en så bra uppfattning som möjligt av de olika nyckelpersonerna och dess närhet för att därefter kunde utföra civilt spanande i sina olika distrikt. Genom att som civilklädda patrullera Stockholms gator kunde de oftast nattetid stöta på någon eller några av de personer som de antingen visste var involverade i spritsmuggling, eller kanske en släkting till en känd smugglare. Detta arbete visade sig vara framgångsrikt då civilpoliserna därefter följde efter personerna i fråga, och därifrån utförde spaningsarbete för att undersöka ifall personerna verkligen hade rent mjöl i påsen.

I de flesta fallen ledde de olika metoderna till att polisen gjorde beslag av ett antal liter smuggelsprit. Dock ledde detta endast till böter fram till år 1924 då en ny lagstiftning gällande de juridiska efterföljderna för illegal sprithandel ändrades, detta till följd av att de svenska myndigheterna bevittnat att en alldeles för stor del av smugglarna inte påverkades av de tidigare böterna. Lagen ändrades från enbart böter till att smuggling nu istället kunde innebära fängelsestraff.
I syfte att förhindra mutor inom tullverksamheten, något som varit vanligt förekommande, infördes ett belöningssystem där tulltjänstemännen fick andelar av värdet på den sprit eller de fordon som de beslagtog från smugglarna. Även detta gav positivt resultat eftersom det skapade en stark arbetsmoral bland tulltjänstemännen.

## 1920–1930

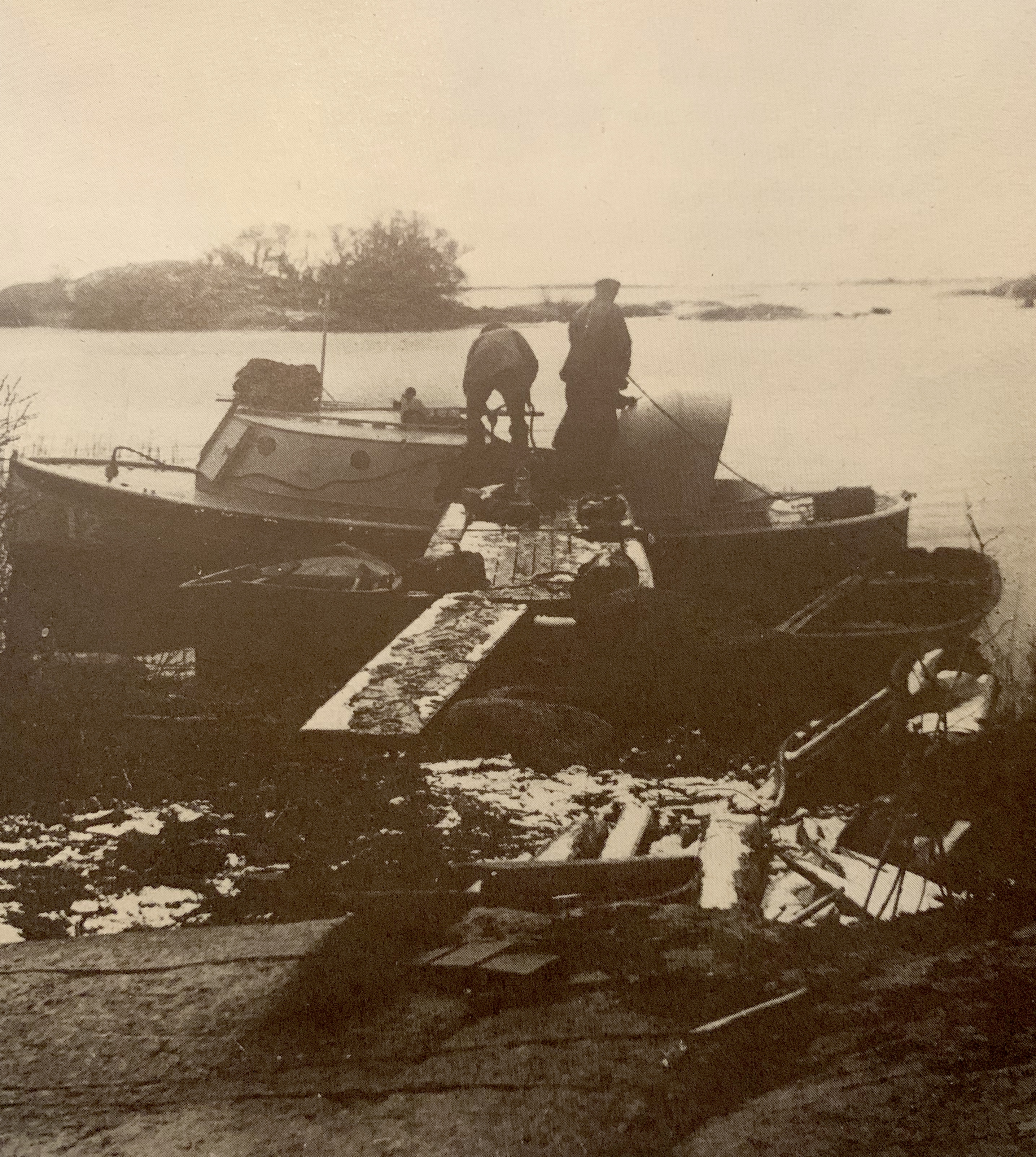
Kustartilleriets båt "Tolvan" som polisen lånade många gånger för att ej igenkännas av allmänheten och smugglarna.

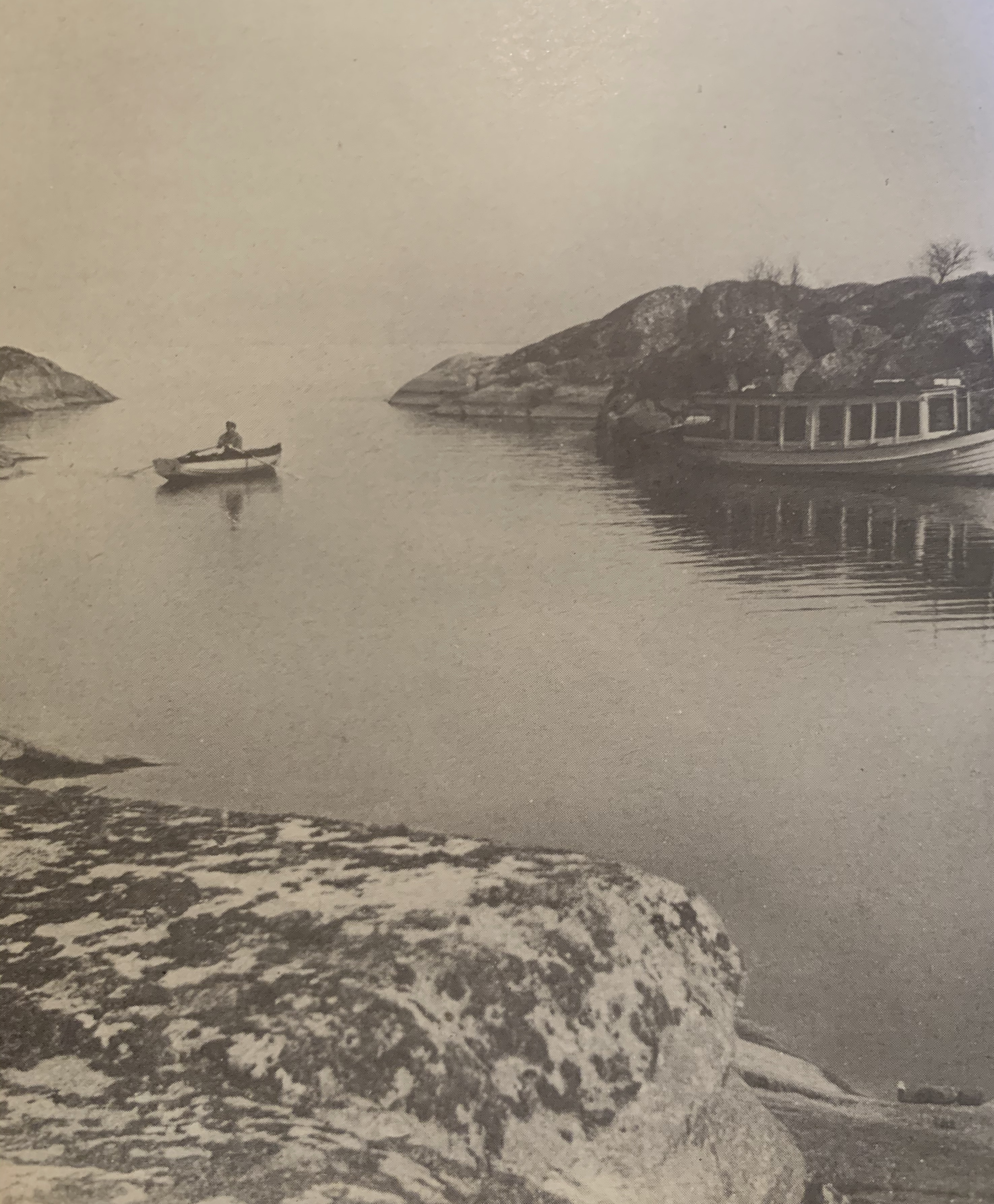
Kallskär, där polisen beslagtog 3 000 liter sprit på havsbotten.

Omkring 1920-talet började det hembrända bli utslaget av exportspriten, som började flöda in över Sveriges gränser från staterna på andra sida Östersjön, då den var både starkare och renare. Detta medförde att spritpolisens arbete skiftade territorium, från att för det mesta befinna sig på land, till att numera tillbringa större delar av tiden på havet i Stockholms skärgård.
Kriget mot smugglarna i Stockholms skärgård var hård och under mörka höstnätter ofta livsfarligt då smugglarna från andra sidan Östersjön ej var så noggranna med var de träffade med sina skott och hellre sköt sig fria än att åka fast. Kampen mellan spritpolisen och smugglarna var ojämn då polisen i jämförelse med smugglarna var handikappade, dels på grund av bristen på personal och dels på grund av resurserna som polisen hade tillgång till. Smugglarna hade gott om folk, stora snabbgående racerbåtar och bilar i mängder. Polisen däremot hade en bil, långsamma motorbåtar som oavsett vilja ej kunde pressas över 12 knop mot smugglarnas 25–30 knops båtar.
Ett annat problem som uppstod för spritpolisen var helt enkelt erfarenhet, många av smugglarna var skärgårdsbor och väl bekanta med alla kryphål i skärgården, där de kunde rusa fram i sina båtar i kolsvarta nätterna med 30 knops fart där sjökortet kanske utvisade grunt vatten, men de kände varenda sten och grundklack. Detta gjorde att även om spritpolisen fått låna en båt som kunde hålla jämn fart med smugglarna kunde de inte fånga dem, då polisen inte ville riskera att gå på grund med någon annans båt.
Även stora delar av befolkningen var emot polisens arbete, då de själva köpte spriten av smugglarna. Till detta kom problemet att många varnade smugglarna när de såg spritpolisen som var på väg ut med båt någonstans i skärgården, även telefonbås kunde vara riggade, för när polisen ringde om förstärkning så avlyssnades samtalet av någon äldre dam, som sedan meddelade smugglarna vad polisen skulle göra härnäst. Smugglarna använde sig ofta av samma teknik för att smuggla in spriten till Stockholm. Denna teknik bestod i att svenska smugglare kontaktade vännerna på andra sidan Östersjön gällande en beställning. Vännerna smugglade sedan in stora kvantiteter sprit i Stockholms skärgård, där de sänkte ner tunnorna i vattnet, med endast ett litet snöre knutet till en buske på land för att kunna dra upp lasten. Denna metod var oerhört framgångsrik då skärgården är fylld med tampar överallt i princip, tunnorna med sprit blev också i vissa fall omöjliga att urskilja mellan stenarna på botten.
Bortsett från storgrossisterna från andra sidan Östersjön, smugglades det även in sprit till Stockholm på alla möjliga sätt och vis av sådan befolkning som ej hade råd med dyra racerbåtar. Det forsade spritflaskor över Sveriges gränser i fisklådor, gamla möbler eller till och med potatissäckar. Med detta kom prioriteringsfrågan, då spritpolisen var tvungen att prioritera vilken av de två fronterna de skulle arbeta på. Spritpolisen valde till största delen att jaga smugglarna i skärgården eftersom de största mängderna kom in den vägen.
Spritpolis-avdelningen vid kriminalavdelningen i Stockholm överfördes år 1933 till statspolisens kriminalavdelning och år 1959 indrogs den helt. I början av 1930-talet upphörde smugglingen helt i Östersjön då Ryssland tagit befälet i de små östersjöstater där det nu ej var lätt att komma i land utan att ryssarna lade beslag på både båt, besättning och last.